# Dia do Armistício
O Dia do Armistício é uma comemoração do fim simbólico da Primeira Guerra Mundial em 11 de novembro de 1918. A data comemora o Armistício de Compiègne, assinado entre os Aliados e o Império Alemão em Compiègne, na França, pelo fim das hostilidades na Frente Ocidental, o qual teve efeito às 11 horas da manhã — a "undécima hora do undécimo dia do undécimo mês". Apesar de esta data oficial ter marcado o fim da guerra, refletindo no cessar-fogo na Frente Ocidental, as hostilidades continuaram em outras regiões, especialmente por entre o Império Russo e partes do antigo Império Otomano.

## História
A primeira comemoração do Dia do Armistício ocorreu no Palácio de Buckingham, onde o rei Jorge V do Reino Unido organizou um banquete em honra do presidente da França no dia 10 de Novembro de 1919. As futuras comemorações da data ocorreriam no dia 11 de novembro, influenciando também as outras colônias do Império Britânico.
Após a Segunda Guerra Mundial, o Reino Unido e a maior parte da Commonwealth decidiram unir os eventos do dia do armistício com o Remembrance Day, feriado criado para honrar os militares e civis envolvidos na Segunda Guerra Mundial.
Nos Estados Unidos a data também é comemorada junto com o feriado que honra os envolvidos na Segunda Guerra mundial no Dia dos Veteranos.

## Celebração no Reino Unido

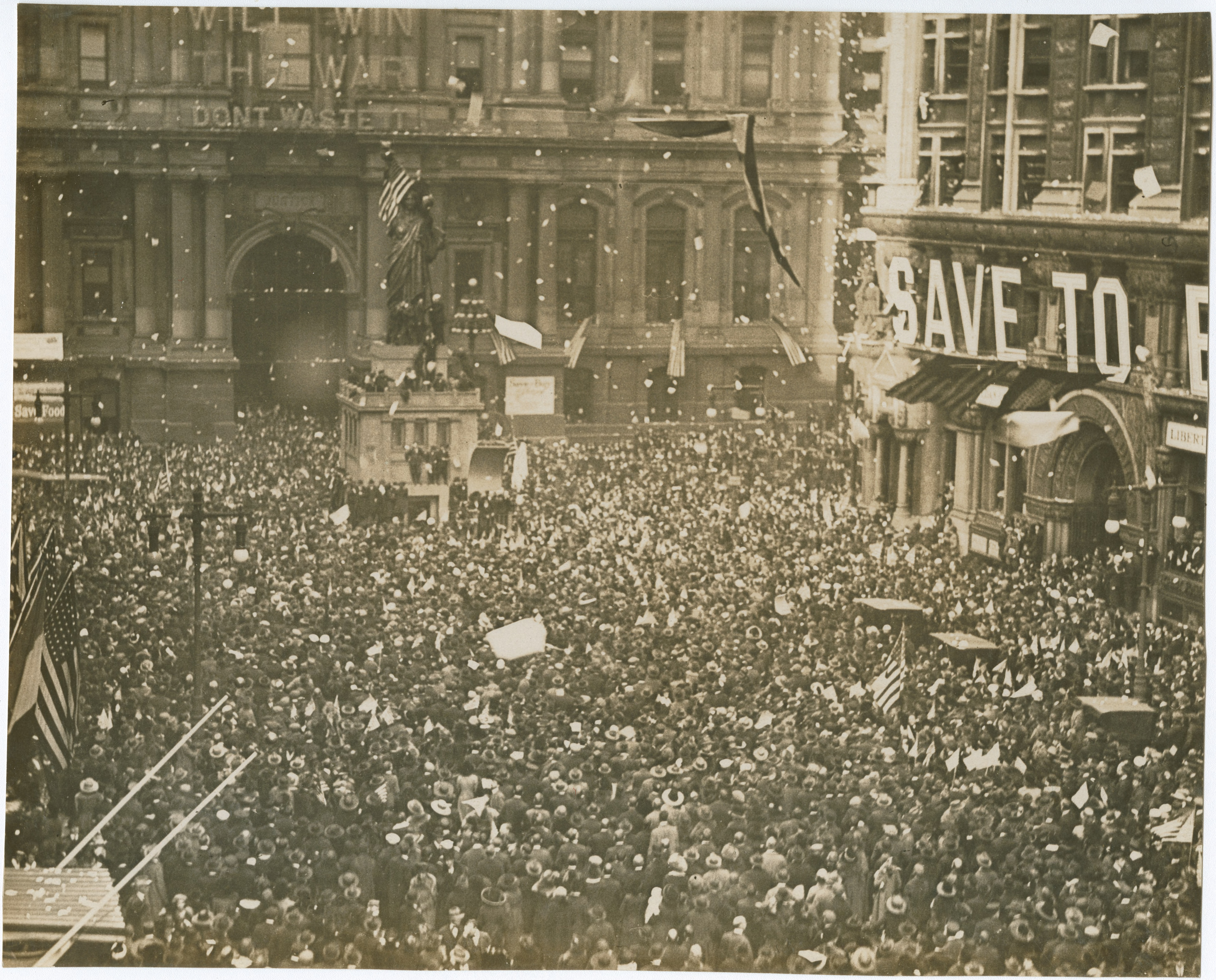
Celebrações do Dia do Armistício na Filadélfia, Estados Unidos, em 11 de Novembro de 1918.

A celebração formal do armistício acontece anualmente no segundo domingo de novembro (a data mais próxima do dia 11 de novembro) às 11 horas. É marcada por cerimônias em memoriais de guerra em grande parte das cidades e vilas do Reino Unido quando são observados 2 minutos de silêncio e coroas de papoulas são colocadas nos memoriais.
A celebração nacional acontece no Cenotáfio de Whitehall em Londres. Depois dos 2 minutos de silêncio a Rainha Elizabeth II deita a primeira coroa de flores. Desde 2017, devido a sua avançada idade, a Rainha tem assistido a cerimônia da varanda de um edifício diante do Cenotáfio, enquanto seu representante, o Príncipe Charles, coloca uma coroa de papoula nos pés do monumento. Em seguida, outros membros da família real repetem o gesto: o Duque de Cambridge, o Duque de Sussex, o Duque de York, o Conde de Wessex, a Princesa Real, o Duque de Kent e desde 2018, o Príncipe Michael de Kent. O Príncipe Philip, Duque de Edimburgo, não mais participa da cerimônia.
Em seguida, são colocadas coroas pelo Primeiro Ministro, outros políticos, representantes das Marinha Real, Exército Britânico e Força Aérea Real, Marinha Mercante
e por fim representante dos serviços de emergência.
O Bispo de Londres então coordena um breve serviço religioso e a celebração termina com o Hino Nacional God Save the Queen. 
Uma parada de veteranos, organizada pela Royal British Legion, desfila pela Avenida Whitehall, fazendo saudação ao Cenotáfio (túmulo vazio em grego), em tributo a todos que morreram nas guerras, mas cujos corpos estão enterrados em outros locais.
A principal homenagem no Remembrance Day é feita no centro de Londres, quando a Rainha, membros da família real, políticos e outras autoridades colocam coroas de flores no Cenotaph, em Whitehall, o monumento erguido justamente para honrar os mortos de guerra. Desde 2017, é o Príncipe Charles que comanda esta homenagem, enquanto a Rainha apenas assiste.